# Monecphora longula
Monecphora longula är en insektsart som beskrevs av Victor Lallemand 1938. Monecphora longula ingår i släktet Monecphora och familjen spottstritar. Inga underarter finns listade i Catalogue of Life.